# Xabier Iruretagoiena Arantzamendi
Xabier Iruretagoiena Arantzamendi, més conegut com a Xabi (Ondarroa, 21 de març de 1986), és un exjugador de futbol professional basc que jugava com a porter.

## Carrera esportiva
Nascut a Ondarroa, Xabi va debutar professionalment amb el Real Unión de Irún la temporada 2005-06, estant l'equip a la Segona Divisió B. A l'acabar la temporada, no obstant, va marxar al CD Aurrerá Ondarroa, un equip amateur de la seva ciutat natal.
El juliol de 2007 Xabi va fitxar per la Sociedad Deportiva Eibar, passant en un primer moment a formar part del segon equip, que jugava a la Tercera Divisió. El seu primer partit com a jugador professional va arribar el 30 de maig de 2009, essent titular en la derrota per 3-0 contra el Xerez CD, en partit de lliga de la Segona Divisió, i va disputar tres partits més durant aquella temporada 2008-09 amb els Armeros, que van acabar baixant a Segona B en quedar en 21a posició.
Xabi va passar definitivament a formar part del primer equip el juliol de 2009, passant a ser el primer porter en detriment de Zigor Goikuria. Durant la temporada 2012–13, va disputar 46 partits (34 en lliga), ajudant així a l'Eibar a tornar a la categoria de plata del futbol espanyol després de 4 anys d'absència.
El 20 de febrer de 2014, Xabi va renovar amb l'Eibar per dues temporades més. Amb aquest equip va aconseguir el primer ascens a la Primera Divisió de la història del club, la temporada 2013-14.
Xabi va debutar a la primera categoria del futbol espanyol el 24 d'agost de 2014, jugant els 90 minuts en una victòria per 1-0 de la primera jornada de competició, que va enfrontar l'Eibar amb la Reial Societat a l'Estadi Municipal d'Ipurua, i que es va resoldre gràcies a un gol de falta de Javi Lara.

## Palmarès
SD Eibar
- Segona Divisió (1): 2013–14